# Tantogonalia lateralis
Tantogonalia lateralis är en insektsart som beskrevs av Young 1977. Tantogonalia lateralis ingår i släktet Tantogonalia och familjen dvärgstritar. Inga underarter finns listade i Catalogue of Life.